# Arboreto del Villar

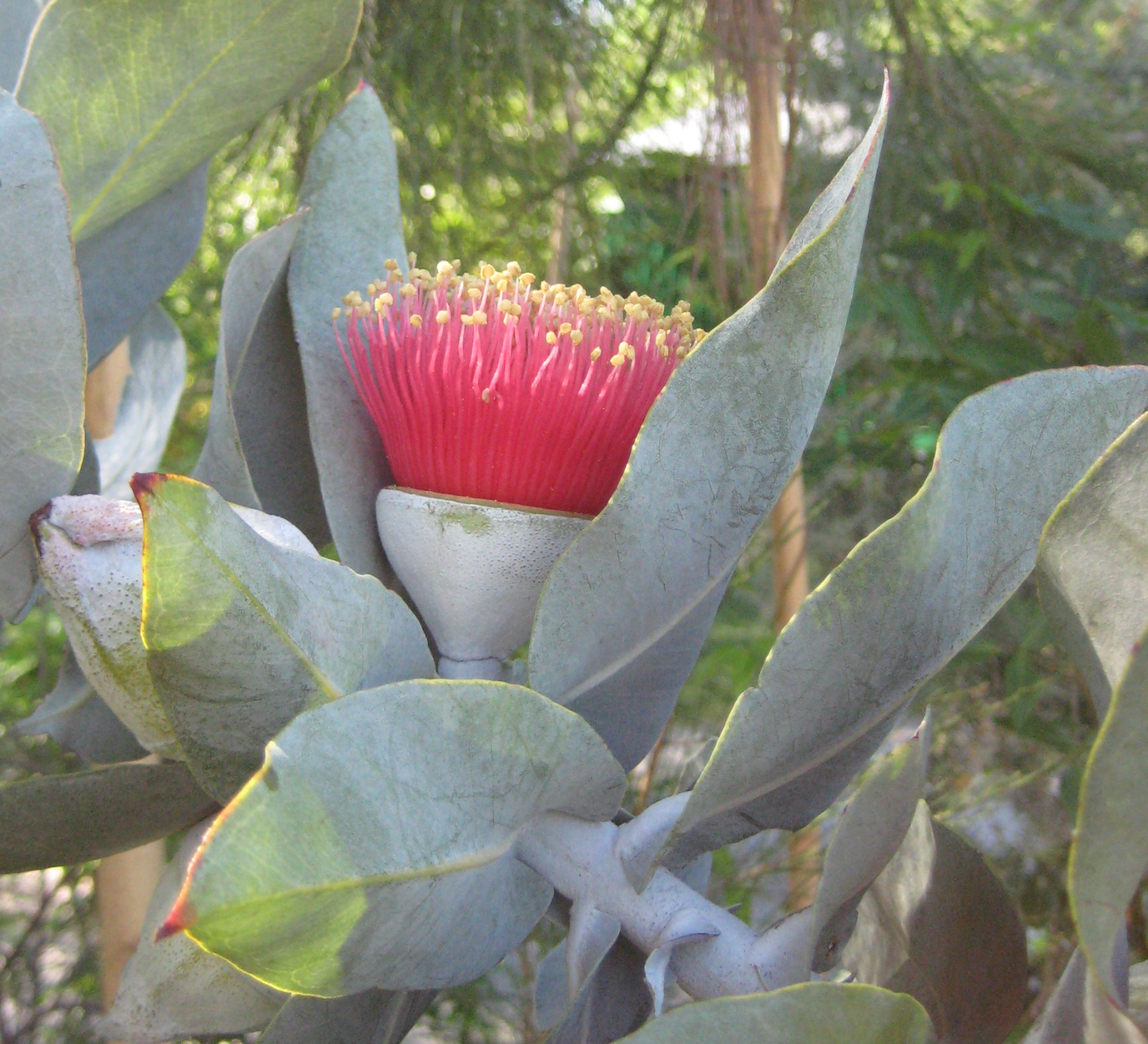
Floración del Eucalyptus macrocarpa una de las especies presentes en el arboreto.

El Arboreto del Villar es un arboretum ( jardín botánico dedicado primordialmente a árboles y otras plantas leñosas)  primordialmente de Eucalyptus de unas 69,50 hectáreas que se encuentra en el término de Bonares, provincia de Huelva, en la comunidad autónoma de Andalucía, España.

## Localización
Situado en la zona suroeste del término de Bonares, a unos 10 kilómetros del núcleo urbano y atravesado por el arroyo Palomeras, se llega por el camino de barro «Las Playeras» o bien, si se viene de Rociana, por el carril de La Vaqueriza.
Se encuentra en las cercanías del Parque nacional de Doñana. 

## Historia
Tiene sus orígenes gracias al empeño de D. Gaspar de la Lama en 1955, y estuvo en funcionamiento hasta 1970. 
Llegó a contar con unas 80 parcelas, que reunían diferentes especies de eucaliptos, con el objeto de experimentar e investigar la posible utilidad de algunos árboles, de rápido crecimiento, con fines madereros, industriales (celulosa de papel), desecación de lagunas y como plantas  ornamentales, en un plan forestal surgido ante la falta de materias primas pasada la guerra civil española. 
En el año 2000 se acometieron las obras de acondicionamiento como arboreto, de este antiguo terreno de repoblación forestal.

## Colecciones
El Arboreto de El Villar es una plantación de diversas especies del género Eucalyptus sobre 69,50 hectáreas, que en sus inicios agrupó más de 70 variedades.
La singularidad del Arboreto El Villar estriba en que constituye una de las curiosidades botánicas más interesantes y desconocidas de la provincia y de España, donde se puede encontrar una Fauna interesante, que incluye al Lince ibérico.